# Eleutherodactylus modestus
Eleutherodactylus modestus (tên tiếng Anh: Rana-chirriadora Dedos Chatos) là một loài ếch trong họ Leptodactylidae. Chúng là loài đặc hữu của México.
Môi trường sống tự nhiên của nó là các khu rừng khô nhiệt đới hoặc cận nhiệt đới.
Loài này đang bị đe dọa do mất môi trường sống.